# Predsednik (film)
Predsednik je slovenski satirični komični TV film iz leta 1993.

### Zgodba
Oportunist Vladimir Mercina je predsednik vlade. Z ženo se sovražita. Na prihodnjih volitvah ga ogroža konjska afera. Priljubljenost si želi dvigniti z ugrabitvijo, za katero bi okrivili nasprotnike. Najamejo tri barabe. Načrte jim prekriža spletkarski Martin Vovk, ki podkupi Bafo in mu obljubi položaj osebnega varnostnika. Žena je ob novici o ugrabitvi presrečna. Vovk blati Mercino, ga nasledi na položaju in napove sredino. Mercina si na kurji farmi svojih ugrabiteljev v nesreči s steklom močno poreže obraz. Bafo njegov nov obraz in ime, Bonifacij Jeglič, izbere iz kupčka osebnih izkaznic, ki jih ima v žepu. Vovk je jezen, ker je hotel samo, da ga pretepejo. Ko Mercina ugotovi, da je druga oseba, ponori in mislijo, da je to posledica nesreče. Vtaknejo ga v norišnico, kjer zaman zatrjuje, da je Mercina. Njegova žena ga ne želi prepoznati. Vovk si za medije izmisli zgodbico, da Mercina križari z novo mlado ženo in da je bila ugrabitev farsa, ki jo je Mercina zrežiral, da bi pobegnil pred nevzdržnimi družinskimi razmerami. Za naslednje dni planirajo lansiranje vesti o njegovi smrti. Na žalni slovesnosti v parlamentu Vovk Mercino razglasi za žrtev svojih sodelavcev. Bonifacija Jegliča ugrabitelji postavijo za vratarja. Na njegovem pogrebu se njegova žena zagleda v njegovega sodelavca. V avli, kjer dela, Mercini postavijo spomenik, na blagoslovu katerega je prisoten. Skrbeti mora za svoj grob, ki ga je žena postavila le zaradi otrok. Na njem ga zadane srčna kap in pokopljejo ga zraven.

## Produkcija
Film je nastal leta 1992 v produkciji TV Slovenija. Eno od prizorišč snemanja je bil Grad Brežice.

## Kritike
Maxa Modica je film razočaral, ker je pričakoval, da bo zavel nov televizijski veter. Film je opisal kot sliko Doriana Graya, ki se spremeni v groteskno utelešenje vsega najslabšega, pred čimer naj bi t.i. kvalitetna televizija ubranila gledalca. Opozoril je, da je parodiranje politike in volitev spolzek teren. Zmotilo ga je, da se Predsednik ni oziral na pozitivne zglede, kot sta Babica gre na jug, ki se je izognil povprečju majhnosti in frustracije, ter Operacija Cartier, ki ni bil gledališko komoren. Film mu je zdel s svojim vsebinskim okvirjem in scenografijo naravnost obupan v svojem poskusu, da bi ustvaril komedijo, saj se morajo liki zraven vsega npr. še spotakniti ali biti zaviti v perje, uvodna špica pa vsebuje besedo komedija, česar žanrski filmi ne počnejo. Vprašal se je, če so igralci leseni, ker je film slab ali pa zato, ker ne želijo ogroziti nadvlade Cavazze, ki se je bolj izkazal v Trinajstici in Feliksu Langusu, kjer so bile njegove kvalitete bolj smiselno podane. Prav se mu je zdelo, da film ni bil predvajan v kinu, da si njegovi gledalci ne bi domišljali, da ima kako umetniško vrednost in socialno kritične aspiracije ter da ostaja majhen in prepuščen mazohističnim užitkom tistih, ki sprejemajo slabo stanje slovenske televizije.

## Zasedba
- Boris Cavazza: Vladimir Mercina / Bonifacij Jeglič
- Marijana Brecelj: Marija Mercina
- Vlado Novak: sodelavec Ljubo
- Branko Završan: Martin Vovk
- Marko Okorn: vodja opozicije
- Janez Albreht: predsednik parlamenta
- Bojan Emeršič: Viki Ham - Štamperle, terorist in vlomilec
- Danko Ljuština: Mario Bafo iz Istre, pedofil in preprodajalec orožja
- Majda Potokar: Marija - Bloody Mary, nekdanja sodelavka kontraobveščevalne in lastnica kurje farme
- Jožef Ropoša: plastični kirurg
- Gojmir Lešnjak: psihiater Fikfak

## Ekipa
- fotografija: Sven Pepeonik
- glasba: Petar Ugrin
- montaža: Ana Zupančič
- scenografija: Simona Perne
- kostumografija: Jerneja Jambrek
- asistent režije: Matej Rotovnik